# Ramon Berenguer 3. af Barcelona
Ramon Berenguer 3., kaldet Ramon Berenguer den Store (catalansk: Ramon Berenguer el Gran), (11. november 1082, Rodez – 23. januar/19. juli 1131, Barcelona) var greve af Barcelona fra 1086 til 1131.
Han var søn af Grev Ramon Berenguer 2. af Barcelona og Mathilde af Apulien. Hans tredje ægteskab med Douce 1. af Provence forenede Grevskabet Barcelona med Grevskabet Provence i en kortvarig personalunion.
| Ramon Berenguer 3.Huset BarcelonaFødt: 11. november 1082 Død: 23. januar/19. juli 1131 |                              |                                   |
| Titler som regent                                                                      |                              |                                   |
| Foregående: Ramon Berenguer 2.                                                         | Greve af Barcelona 1086–1131 | Efterfølgende: Ramon Berenguer 4. |